# Fuerza Aérea Paraguaya
La Fuerza Aérea Paraguaya, spesso abbreviata in FAP,  e conosciuta internazionalmente con la denominazione in inglese Paraguayan Air Force, è l'attuale aeronautica militare del Paraguay ed è parte integrante delle forze armate paraguaiane.

## Storia
Il Paraguay va sicuramente annoverato tra i Paesi dell'America Latina che hanno fruito di assistenza e forniture militari da parte dell'Italia. Ciò si deve soprattutto alla massiccia presenza di italiani, che nei primi anni del secolo scorso emigrarono in Paraguay in cerca di fortuna, dando vita a numerose colonie italiane e creando un ricco e duraturo rapporto di scambi commerciali tra i due Paesi.
Il Paraguay era una colonia spagnola e raggiunse l'indipendenza il 14 maggio 1811; circondato dalla presenza non sempre amichevole dell'Argentina, della Bolivia e del Brasile dalla sua indipendenza si è trovato coinvolto in 2 conflitti maggiori. Il primo fu quando venne attaccato nel 1864 dalla Triplice Alleanza costituita dall'Argentina, dal Brasile e dall'Uruguay, fino alla sconfitta avvenuta nel 1870. Invece il secondo conflitto a cui ha partecipato (uscendone vincitore) è la Guerra del Chaco dal 1932 e il 1935 contro la Bolivia.

### Le origini
L'aviazione militare, in Paraguay, cominciò a muovere i suoi primi passi nel 1912 quando il governo paraguaiano decise di inviare in Francia il giovane Silvio Pettirossi, figlio di un immigrato italiano e di una paraguaiana, affinché egli acquisisse il brevetto di volo. L'italo-paraguaiano conseguì il brevetto a Reims presso l'Aero Club di Francia l'anno seguente (1913), diventando il primo pilota del Paraguay. Questo pioniere dell'aviazione paraguaiana era famoso per le sue acrobazie rischiose.
Si decise, quindi, di acquistare un Deperdussin T permettendo al Pettirossi di esercitarsi e gettare le basi della nascente aviazione nel Paese sudamericano.
Nel 1923 venne costituita la Escuela de Aviación Militar, diretta da Nicola Bò (o Bo) - un italiano assoldato come mercenario nel 1922 - il cui controllo fu affidato all'esercito. Essa era equipaggiata con un Farman e 2 velivoli Blériot.
Nei primi anni venti la giovane forza aerea fu ingrandita equipaggiandola con nuovi aerei, di costruzione principalmente italiana e francese: 5 Ansaldo SVA.5, 1 Ansaldo SVA.10, uno SPAD S.XX, tre Hanriot HD.1, un idrovolante Lohner-Macchi L.3, un Macchi M.7. Il primo impiego bellico di questo piccolo ed eterogeneo gruppo di aeromobili fu durante la guerra civile del 1922.

## Aeromobili in uso
Sezione aggiornata annualmente in base al World Air Force di Flightglobal del corrente anno. Tale dossier non contempla UAV, aerei da trasporto VIP ed eventuali incidenti accorsi durante l'anno della sua pubblicazione. Modifiche giornaliere o mensili che potrebbero portare a discordanze nel tipo di modelli in servizio e nel loro numero rispetto a WAF, vengono apportate in base a siti specializzati, periodici mensili e bimestrali. Tali modifiche vengono apportate onde rendere quanto più aggiornata la tabella.
| Aeromobile                  | Origine     | Tipo                              | Versione (denominazione locale) | In servizio (2024) | Note | Immagine |
| Aerei da combattimento      |             |                                   |                                 |                    | |          |
| Embraer A-29 Super Tucano   | Brasile     | aereo d'attacco leggero           | A-29                            | 4                  | 6 A-29 selezionati il 23 luglio 2024 e ordinati nel novembre successivo. Primi quattro esemplari consegnati il 30 giugno 2025. |          |
| Aerei per impieghi speciali |             |                                   |                                 |                    | |          |
| Diamond DA62                | Austria     | aereo da ricognizione             | DA62                            | 1                  | |          |
| Aerei da trasporto          |             |                                   |                                 |                    | |          |
| CASA C-212 Aviocar          | Spagna      | aereo da trasporto leggero        | C-212                           | 3                  | Impiegati anche per missioni MEDEVAC.                                                                                          |          |
| Cessna 208 Caravan          | Stati Uniti | aereo da collegamento             | C208C208EX                      | 32                 | 3 C208 in servizio, più 2 nuovi C208 EX consegnati il 19 giugno 2021.                                                          |          |
| Aerei da addestramento      |             |                                   |                                 |                    | |          |
| Embraer EMB 312 Tucano      | Brasile     | aereo da addestramento intermedio | AT-27                           | 6                  | Sono impiegati anche per compiti di attacco leggero.                                                                           |          |
| Enaer T-35 Pillán           | Cile        | aereo da addestramento basico     | T-35                            | 6                  | 12 T-35 entrati in servizio nel 1992, 6 dei quali in servizio all'agosto 2022 risultavano in fase di aggionamento.             |          |
| Elicotteri                  |             |                                   |                                 |                    | |          |
| Helibras Esquilo            | Brasile     | Elicottero utility leggero        | HB-350                          | 1                  | Svolgono anche compiti addestrativi.                                                                                           |          |
| Bell UH-1 Iroquois          | Stati Uniti | Elicottero utility                | UH-1H                           | 12                 | |          |
| Bell 407                    | Stati Uniti | Elicottero utility                | Bell 407                        | 1                  | 1 Bell 407 Donato da Taiwan a novembre 2019.                                                                                   |          |

## Aeromobili ritirati
- Cessna C402B - 1 esemplare (?-2021)[13]
- Cessna C402C - 1 esemplare (?-2010)[13]
- Aerotec T-23 Uirapuru
- Neiva T-25 Universal
- Cessna 310
- de Havilland Canada DHC-6 Twin Otter
- Piper PA-34 Seneca
- Embraer EMB 326GB Xavante
- Lockheed T-33 Shooting Star
- North American T-6G Texan
- Caproni A.P.1
- Fiat CR.32
- Agusta A109A
- Douglas C-47 Dakota